# سوفی کاستنشیولد
 سوفی کاستنشیولد (دانمارکی: Sofie Castenschiold؛ ۱ فوریهٔ ۱۸۸۲ – ۳۰ ژانویهٔ ۱۹۷۹) یک تنیس‌باز اهل دانمارک بود.